# Eilema gilveola
Eilema gilveola är en fjärilsart som beskrevs av Ferdinand Ochsenheimer 1811. Eilema gilveola ingår i släktet Eilema och familjen björnspinnare. Inga underarter finns listade i Catalogue of Life.